# The Battle of Olympus
The Battle of Olympus (オリュンポスの戦い, Olympus no Tatakai) è un videogioco di tipo avventura dinamica prodotto in Giappone per NES dalle software house Imagineer e Infinity nel 1988 e distribuito in Europa dalla Brøderbund nel 1991. Come il titolo lascia intuire, l'ambientazione è basata sulla mitologia greca.
Il gioco è molto simile a Zelda II: The Adventure of Link per quanto riguarda l'impostazione di gioco (visuale laterale, possibilità di entrare nelle abitazioni per ricavare informazioni dagli occupanti, una mappa del mondo...), e ha anche qualche similitudine, anche se meno marcata, con il primo Castlevania per Nintendo Entertainment System.

## Trama
La trama è vagamente basata sul mito di Orfeo ed Euridice: il giovane Orfeo ama la bella Elena (all'inizio di una partita però i nomi possono essere cambiati), ma questa in seguito al morso di un serpente velenoso viene trasformata in una statua di pietra. La dea Afrodite, mossa a compassione, rivela al giovane che Elena non è morta, ma è stata rapita dal dio degli inferi Ade. Orfeo si imbarca quindi in un'avventura che gli farà visitare tutta la Grecia, incontrare gli dei dell'Olimpo e lo porterà a scontrarsi con numerose creature mitologiche.

## Modalità di gioco
Il protagonista del gioco è in grado di saltare, accovacciarsi e colpire i nemici con la propria arma come in un qualunque platform game, ma può anche parlare con le varie persone che incontrerà sul suo cammino, le quali daranno indicazioni oppure vorranno essere pagate per fornire qualcosa: la moneta corrente del gioco, curiosamente, sono le "olive", che vengono rilasciate dai nemici eliminati; essi rilasciano anche dei frammenti di ambrosia, utile per rimpinguare la barra dell'energia vitale.
Orfeo, per completare la sua avventura, ha bisogno di incontrare gli dei, primo fra tutti Zeus: visitando i santuari delle divinità sparse per le varie regioni della Grecia otterrà preziosi consigli per procedere oppure degli oggetti, per ottenere i quali dovrà compiere a sua volta svariate sotto-missioni; gli dei forniscono anche le password per riprendere dal punto in cui ci si era fermati (il gioco non consente di salvare la partita in corso).
Tra i vari oggetti vi sono nuove armi (che sostituiscono la clava di partenza), strumenti indispensabili per spostarsi da una zona all'altra (ad esempio la cetra di Apollo, che se suonata nei pressi dei monumenti consacrati al dio richiama il Pegaso, che funge da mezzo di trasporto), e i "frammenti d'amore" che servono ad aprire la strada verso il Tartaro, non raffigurato sulla mappa e luogo dove è rinchiusa Elena.

## Riferimenti mitologici
Oltre alla presenza degli dei dell'Olimpo, vi sono molti cenni alla mitologia greca nel corso del gioco:
- l'Idra di Lerna: nel gioco è uno dei boss, si trova nella palude del Peloponneso e anziché avere più teste su un solo corpo è provvista di una sola testa che ricresce 8 volte.
- il Leone di Nemea: una delle dodici fatiche di Ercole, il leone nel gioco fa la guardia a Prometeo prigioniero (nel mito invece un'aquila rodeva il fegato a Prometeo ogni giorno).
- Prometeo: una volta liberato, insegnerà a Orfeo come lanciare fuoco dal bastone magico (in riferimento al mito secondo cui Prometeo aveva rubato il fuoco agli dei per darlo agli uomini).
- Talos: il gigante meccanico è qui rappresentato come una sorta di armatura semovente che fa la guardia al labirinto di Creta. Come nel mito che lo riguarda, deve essere colpito alla caviglia per poter essere sconfitto.
- il Minotauro: uno dei boss, lo si può trovare al centro del labirinto.
- Ladone: il drago che fa la guardia al giardino delle Esperidi serve qui come una sorta di mini-boss che fa la guardia a una mela d'oro, la quale serve a portare l'energia al massimo e dimezzare il danno causato dai nemici.
- Pegaso: ce ne sono due, uno bianco che serve da cavalcatura e uno nero che invece è un nemico.
- le Graie: un boss, le tre vecchie sono rappresentate come una specie di maghe che appaiono e spariscono lanciando strali di energia (in maniera del tutto analoga ai "Wizzrobes" della serie di Zelda).
- Cerbero: lo si trova nel Tartaro, nel gioco ha due teste anziché tre e bisogna distruggergliele entrambe per eliminarlo.
- Ade è in possesso di un elmo che lo rende invisibile, come nei miti che lo riguardano: per colpirlo nella prima fase della battaglia contro di lui ci si deve servire di una sfera magica che permette di individuarne la posizione grazie alla proiezione della sua ombra.

Tra le varie creature mitologiche appaiono dei satiri, un centauro, una sirena (correttamente rappresentata come incrocio tra donna e uccello rapace come nella mitologia greca, piuttosto che donna e pesce), due ciclopi, una lamia (il primo boss), e altre ancora.